# Trios (album)
Pour les articles homonymes, voir Trio (homonymie).
Ne doit pas être confondu avec Trio (album).
Albums par Carla Bley
Carla's Christmas Carols
(2009) Andando el tiempo
(2016)
Trios est un album de la pianiste et compositrice de jazz Carla Bley, du saxophoniste Andy Sheppard et du bassiste Steve Swallow sorti en 2013 chez ECM. C'est le groupe avec lequel Carla Bley avait enregistré Songs with Legs en 1994, Andando el tiempo en 2016 et Life Goes On en 2020.

## À propos de la musique
C'est le premier album de Bley qui ne soit pas autoproduit sur son label Watts. Bien que ses disques soient distribués par ECM, elle n'avait enregistré qu'une seule fois pour ce label, en 1982, sur l'album de Charlie Haden The Ballad of the Fallen, pour lequel elle avait écrit les arrangements et jouait du piano. Manfred Eicher, le producteur d'ECM a choisi les thèmes que les musiciens jouent. Sur cet album ne figurent ainsi que des compositions que la pianiste a déjà enregistrées auparavant, notamment la ballade qu'elle a le plus enregistrée, Utviklingssang, apparaissant pour la première fois sur Social Studies en 1981. Pour Jim Macnie (JazzTimes), cette version de cette ballade est le chef-d'œuvre du trio, tous albums confondus.

« Beaucoup de mes albums donnent un sentiment d’instabilité et de provisoire, comme si les choses étaient sur le point de s’écrouler. Mais ce disque est d’une humeur plus grave. Et plus nostalgique aussi. Notre trio existe depuis une vingtaine d’années maintenant et a derrière lui un vaste répertoire de musique. Quand on est entré en studio à Lugano on s’est contenté de jouer les morceaux les uns après les autres et d’enregistrer ceux qui intéressaient Manfred. C’est lui qui a fait le choix, on a trouvé l’idée intéressante. C’était la première fois de ma vie que je travaillais sous la direction artistique d’un authentique producteur et j’ai voulu vivre l’expérience jusqu’au bout, voir ce que c’était de déléguer ce type de responsabilités et ce qu’on pouvait y gagner. Il a eu des idées vraiment originales — comme de commencer avec Utviklingssang par exemple, qui est un thème que l’on joue habituellement après des morceaux rapides ou en tant que rappel… »

— Extrait d'interview de Carla Bley.
La photo de la pochette est issue de la même séance que pour Andando el tiempo et Life Goes On.
Les Trois Lagons est une commande du Grenoble Jazz Festival en 1996, inspirée par des papiers découpés d'Henri Matisse.
L'entente des trois musiciens est remarquable : Steve Swallow, le compagnon de Carla Bley, joue des compositions de Bley depuis le début des années 1960 et a fait partie de plusieurs de ses formations ; Andy Sheppard joue régulièrement avec Bley depuis Fleur Carnivore (1978).
La critique souligne que chaque écoute de l'album révèle de nouvelles subtilités,,. Carla Bley, généralement plus appréciée pour ses talents de compositrice que de pianiste, met ici en valeur son jeu réfléchi et précis.

## Liste des pistes
Toute la musique est composée par Carla Bley.
| No | Titre                                                                           | Durée |
| -- | ------------------------------------------------------------------------------- | ----- |
| 1. | Utviklingssang                                                                  | 7:55  |
| 2. | Vashkar                                                                         | 7:22  |
| 3. | Les Trois Lagons (D'Après Henri Matisse) - Plate XVII - Plate XVIII - Plate XIX | 14:59 |
| 4. | Wildlife - Horns - Paws Without Claws - Sex with Birds                          | 11:34 |
| 5. | The Girl Who Cried Champagne - Part 1 - Part 2 - Part 3                         | 14:24 |

## Personnel
- Carla Bley : piano
- Andy Sheppard : saxophone ténor et soprano
- Steve Swallow : guitare basse

## Charts
L'album est resté 2 semaines au classement des meilleurs ventes de jazz aux États-Unis, atteignant la 19e place.